# Eberhard König (Schriftsteller)
Eberhard König (* 18. Juni 1871 in Grünberg, Provinz Schlesien; † 26. Dezember 1949 in Berlin) war ein deutscher Schriftsteller (Dramatiker und Erzähler).

## Leben und Werk
Eberhard König war Sohn eines Farbenfabrikanten. In dem Familienhaus stand er aber mehr unter dem Einfluss seiner Mutter. In seiner Jugendzeit zeigte er Fähigkeiten im Zeichnen und der Plastik und wollte am liebsten Maler werden.
König studierte Philologie und Kunstgeschichte in Göttingen und Berlin, beendete aber seine Studien nicht. Während seines Studiums wurde er Mitglied des „Studenten-Gesangvereins der Georgia Augusta“ (heute StMV Blaue Sänger Göttingen) und 1893/94 der Akademischen Liedertafel Berlin im Sondershäuser Verband. Er arbeitete als Dramaturg in Berlin und zog später nach Frohnau/Mark, wo er als freier Autor lebte. Seine politische Einstellung wurde geprägt von Konservatismus und Verbundenheit zur Tradition des Idealismus. Er schöpfte seine literarischen Stoffe aus der deutschen und antiken Geschichte und Sagenwelt. Er wurde vor allem als Dramatiker bekannt. König schuf Erzählungen, Novellen und Märchenlegenden. Seine wichtigeren Werke sind das Kriminalstück Meister Joseph (1906) und die Märchenlegende Die Legende vom verzauberten König (1925). Im Jahre 1917 erschien sein Buch Wenn der Alte Fritz gewusst hätte... (Eine Rübezahlmär).
In Königs Werk wird deutlich, wie er seine Gegenwart betrachtete: In der Rübezahlmär ist dem Dichter die Durchdringung eines Abschnittes neuester Geschichte mit der alten Bergsage gelungen und die tiefe Tragik, die über der Persönlichkeit des Alten Fritz ruht, ist so eindrucksvoll dargestellt, dass die kleine Erzählung zum Verständnis des preußischen Königs beiträgt. Er hatte sich lange Zeit mit der Gedankenwelt Friedrichs des Großen beschäftigt. Das Buch Wenn der Alte Fritz gewusst hätte... wurde viermal aufgelegt (zuletzt 1942).
Am 29. Juni 1937 wurde Eberhard König mit der Goethe-Medaille für Kunst und Wissenschaft ausgezeichnet.
Heute gehört er eher zu den wenig bekannten Autoren.

## Werke
Insgesamt schrieb oder war König an 64 Büchern beteiligt. Eine Auswahl:
- Wenn der Alte Fritz gewusst hätte... (Eine Rübezahlmär), Matthes-Verlag, Leipzig und Hamburg 1917
- Legenden. Matthes-Verlag, Leipzig und Hamburg 1917
- Die Legende vom verzauberten König. Hofbuchdruckerei Greiner & Pfeiffer, Stuttgart 1925

## Hörspiele
- 1927: Gevatter Tod. Ein Märchen von der Menschheit. Drama in fünf Aufzügen – Produktion: Nordische Rundfunk AG; Regie: Hermann Beyer

Sprecher u. a.:
- - Ernst Pündter:	Mathias, ein alter Häuer
  - Hermann Beyer:	Hans, sein Sohn, später der König
  - Karl Pündter:	Der Tod
  - John Walter:	Der alte König
  - Edith Scholz:	Prinzessin Elsa
  - Maria Einödshofer: Frau Trude, ihre Amme
  - Hans Freundt:	Doktor Balthasar
  - Eugen Moebius:	Bürgermeister

Erstsendung: 26. Oktober 1927 – Livesendung ohne Aufzeichnung